# Eberhard Rathgeb

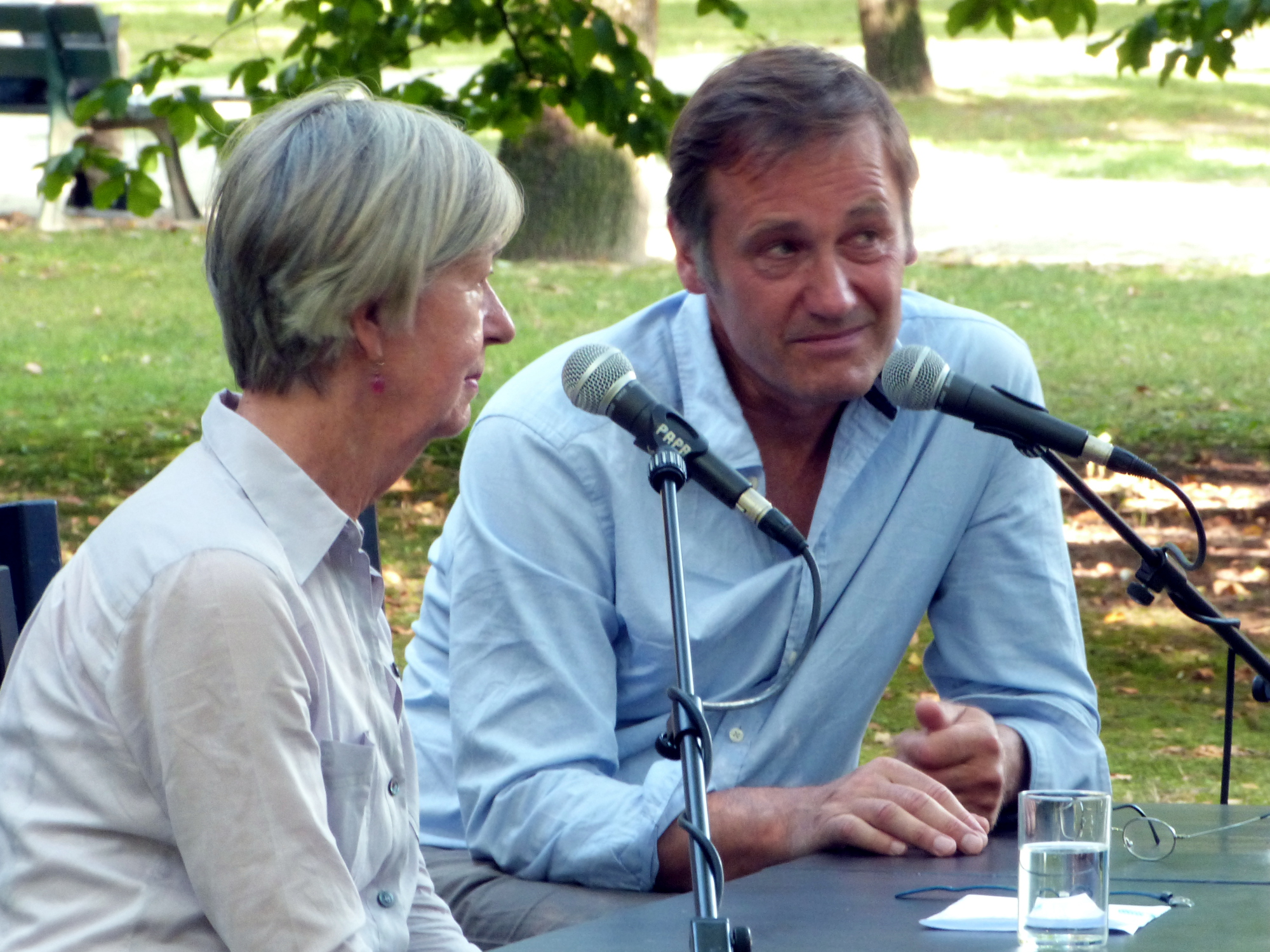
Eberhard Rathgeb im Interview mit Verena Auffermann auf dem Poetenfest 2016 in Erlangen

Eberhard Rathgeb (* 1959 in Buenos Aires) ist ein deutscher Journalist und Schriftsteller.

## Leben
Eberhard Rathgeb wurde 1959 in Buenos Aires geboren und übersiedelte 1963 mit seiner Familie nach Deutschland. Er studierte Germanistik in München und Frankfurt am Main. Nach dem Studium arbeitete er über zehn Jahre lang als Lektor in verschiedenen Verlagen. 1998 wurde er Feuilletonredakteur der Frankfurter Allgemeinen Zeitung. Ab 2007 arbeitete er in gleicher Funktion bei der Frankfurter Allgemeinen Sonntagszeitung.
Rathgeb lebt als freier Autor in Norddeutschland und ist mit der Literaturkritikerin Iris Radisch verheiratet. Das Ehepaar hat drei Töchter.

## Auszeichnungen
- 2013: Aspekte-Literaturpreis für den Debütroman Kein Paar wie wir.[4][5]

## Bibliographie
- Eberhard Rathgeb: Inventur: deutsches Lesebuch 1945 – 2003. Hrsg.: Norbert Niemann. Hanser, München, ISBN 978-3-446-20354-9, S. 408.
- Eberhard Rathgeb: Deutschland kontrovers: Debatten 1945 bis 2005. Bpb, Bonn 2005, ISBN 978-3-89331-615-1, S. 447.
- Eberhard Rathgeb: Schwieriges Glück : Versuch über die Vaterliebe. Hanser, München, ISBN 978-3-446-20943-5, S. 159.
- Iris Radisch, Eberhard Rathgeb (Hrsg.): Wir haben es satt! : warum Tiere keine Lebensmittel sind. Residenz-Verlag, St. Pölten (Salzburg) 2011, ISBN 978-3-7017-1576-3, S. 259.
- Eberhard Rathgeb: Kein Paar wie wir. Fischer Taschenbuch, Frankfurt am Main 2016, ISBN 978-3-596-03204-4, S. 185 (Erstausgabe: Hanser, München  2013).
- Eberhard Rathgeb: Am Anfang war Heimat: auf den Spuren eines deutschen Gefühls. Blessing, München 2016, ISBN 978-3-89667-541-5.
- Eberhard Rathgeb: Das Paradiesghetto. Fischer Taschenbuch, Frankfurt am Main 2016, ISBN 978-3-596-03204-4, S. 234 (Erstausgabe: Hanser, München  2014).
- Eberhard Rathgeb: Karl oder Der letzte Kommunist. Carl Hanser Verlag GmbH & Co. KG, München 2018, ISBN 978-3-446-25994-2, S. 266.
- Eberhard Rathgeb: Cooper. Fischer Taschenbuch, Frankfurt am Main 2018, ISBN 978-3-596-70151-3, S. 138.
- Eberhard Rathgeb: Zwei Hälften des Lebens : Hegel und Hölderlin. Eine Freundschaft. Blessing, München 2019, ISBN 978-3-89667-597-2, S. 464.
- Eberhard Rathgeb: Die Entdeckung des Selbst: Wie Schopenhauer, Nietzsche und Kierkegaard die Philosophie revolutionierten. Blessing, München 2022, ISBN 978-3-89667-648-1, S. 320
- Eberhard Rathgeb: Maler Friedrich. Berenberg, Berlin 2023, ISBN 978-3-949203-70-1.